# クラウス・ベッカー
クラウス・ベッカー（Klaus Becker, 1953年6月22日 - 2024年1月11日）は、ドイツのオーボエ奏者。

## 解説
ケルンに生まれる。18歳の時、ギュンター・ヴァントが率いていた生地のオーケストラ、ケルン・ギュルツェニヒ管弦楽団の首席オーボエ奏者に抜擢されるなど、早くからその才能を発揮し、1977年には、ドイツの有名オーケストラの楽団員に声をかけて、室内楽団リノス・アンサンブルを結成。1986年には、クルト・カルムスの後任として、バイエルン放送交響楽団の首席オーボエ奏者に就任。1990年までそのポストを務めた後に退団し、同年からハノーファー音楽大学オーボエ科の教授を務めている。
バイエルン放送交響楽団入団にあたっては厳しいオーディションが行われるも、現在NHK交響楽団の首席オーボエ奏者である茂木大輔と、どちらを入団させるか最後まで話し合いがつかず、ベッカーと茂木の両名が1年間、実際にバイエルン放送響の演奏会に奏者として参加する中で審査を受けるという過程を経て、ベッカーの入団が決まった、と茂木は著書『続・オーケストラは素敵だ』（音楽之友社）のなかで振り返っている。
近年はハノーファー音楽大学の教授として後任の指導にあたるほか、世界中でマスタークラスを開催している。
リノス・アンサンブルとしての活動も盛んで、ブルックナーやマーラーの交響曲を室内楽に編曲するなど意欲的に、新しいレパートリーの拡大に取り組んでいる。